# 菊地絵理香
菊地 絵理香（きくち えりか、1988年7月12日 - ）は、北海道苫小牧市出身の日本の女子プロゴルファーである。所属はミネベアミツミ。3歳上の実姉菊地明砂美もプロゴルファー。

## 来歴
6歳の時に、ティーチングプロである父の影響でゴルフを始める。
中学生時代の2003年6月「日本女子アマチュアゴルフ選手権競技」でセミファイナリストになる。同年7月に地元北海道で開催された日本女子プロゴルフ協会（LPGA）ツアー「東洋水産レディス北海道」で同ツアーにアマチュアとして初出場した。
中学卒業後は北海道を離れ、ゴルフの名門東北高等学校に進学。1学年上には有村智恵、原江里菜が、1学年下には木戸愛が、2学年下には大江香織がいた。
高校時代の主な成績として、1年生だった2004年と3年生だった2006年の「東北ジュニアゴルフ選手権」（女子15歳～17歳の部）優勝、2006年「全国高等学校ゴルフ選手権」（女子個人の部）優勝等がある。
高校卒業後の2007年に、LPGAプロテストを受験するも不合格、同年LPGAサードクォリファイングトーナメントに進出した。
2008年、サードQT進出者の資格でプロ転向。「ヨコハマタイヤゴルフトーナメント PRGRレディスカップ」がプロとしてのLPGAツアー初出場となった。同年LPGA最終プロテストに進出し10位タイで2度目の挑戦で合格、LPGA80期生となる。
2012年に年間獲得賞金ランキング（賞金ランク）43位で自身初のシード入りを果たす。
2014年からオンワードホールディングス所属となる。
2015年4月「KKT杯バンテリンレディスオープン」で初日から首位を譲らない形でLPGAツアー初優勝を飾り、同年賞金ランク8位。同年報知プロスポーツ大賞・フレッシュ賞を受賞。
2016年4月「スタジオアリス女子オープン」で大会トーナメントレコードをマーク、LPGAツアー2度目の優勝を果たす。
2017年3月「Tポイントレディスゴルフトーナメント」でLPGAツアー3度目の優勝。前年から続いていた外国人選手の連勝を8で止めた。
2018年は賞金ランクで自己最高位となる7位に入る。
2019年は賞金ランク25位で、この年まで8年連続賞金シード入りしている。この年の暮れにプロキャディの新岡隆三郎と結婚した。
2021年6月のアース・モンダミンカップでは初日から3日間首位を走り、最終日も崩れることなく安定したゴルフで20アンダーのスコアを出し、猛追した西郷真央を振り切って4年ぶりの優勝となるJLPGAツアー4勝目を挙げた。
2022年7月3日、資生堂レディースで2位タイの成績を上げ、史上23人目となる生涯獲得賞金6億円突破を果たした。その資生堂レディースから2戦後、地元北海道で開催された大東建託・いい部屋ネットレディスでは同じ北海道出身の後輩である小祝さくら、2021年リコーカップ優勝の三ヶ島かなとの三つ巴の優勝争いになる。最終日には13番ホール終了時点で三ヶ島に並ばれたが14番ホールで6m弱のバーディーパットを入れて再びリードを奪い、そのままツアー通算5勝目となる優勝。プロツアー400戦目にして初の地元凱旋優勝になった。
2023年8月のニトリレディスに於いて3日目終了時点で9アンダーで岩井明愛、申智愛の3人で首位に並ぶ。そして最終日に入ると菊地はスコアを落として申と上田桃子に首位を明け渡していたものの、競技途中で雷雨が発生したため大会本部が続行不可能と判断して打ち切りを決定して3日目終了時点での順位を正式とすることとなり、首位が3人いたために優勝者決定のためのプレーオフを実施することとなった。プレーオフでは岩井明愛、申智愛がボギーとしたのに対しパーをセーブしツアー6勝目を挙げた。

## 成績

### ツアー優勝

#### JLPGAツアー（6）
| No. | Date          | Tournament                          | スコア                 | 2位との差  | 2位（タイ）         |
| --- | ------------- | ----------------------------------- | ---------------------- | ---------- | ------------------- |
| 1   | 2015年4月19日 | KKT杯バンテリンレディスオープン     | −9（68-70-69=207）     | 5打差      | 若林舞衣子 イ・ボミ |
| 2   | 2016年4月10日 | スタジオアリス女子オープン          | −14（69-63-70=202）    | 4打差      | 鈴木愛 申智愛       |
| 3   | 2017年3月19日 | Tポイントレディスゴルフトーナメント | −14（65-69-68=202）    | 5打差      | 渡邉彩香            |
| 4   | 2021年6月27日 | アース・モンダミンカップ            | −20（65-69-66-68=268） | 2打差      | 西郷真央            |
| 5   | 2022年7月24日 | 大東建託・いい部屋ネットレディス    | −20（67-63-69-69=268） | 1打差      | 三ヶ島かな          |
| 6   | 2023年8月27日 | ニトリレディスゴルフトーナメント    | −9（72-68-67=207）     | プレーオフ | 岩井明愛 申智愛     |